# Umberto Zurlini (ginnasta)
Umberto Zurlini (Bologna, 5 aprile 2001) è un ginnasta italiano, vice-campione italiano al volteggio nel 2017 e vice-campione italiano al corpo libero nel 2020.

## Biografia
Nato a Bologna ma cresciuto a Modena, si avvicina alla ginnastica artistica nel 2008 gareggiando per la Panaro Modena allenato da Massimo Auletta ed inizia la sua carriera nella nazionale italiana nel 2017.
Da gennaio 2019 ad oggi è inserito nel programma federale di preparazione olimpica riservato all’elìte della ginnastica italiana.

## Carriera Senior
Ottiene la sua prima vittoria in campo nazionale ai campionati italiani assoluti di Perugia nel 2017, diventando vice-campione nazionale al volteggio, con un punteggio di 13.425 punti.

### 2019: La coppa del mondo di Guimarães
Nel 2019 viene convocato per rappresentare l’Italia alla tappa di coppa del mondo di Guimarães e con un punteggio di 13.500 conquista la medaglia di bronzo alle spalle del polacco Sebastian Gawronski (13.975) e del Messicano Fabian De Luna (13.650).
Reduce dall'esperienza internazionale partecipa ai campionati italiani assoluti di Napoli 2020 dove, con un punteggio di 14.100, diventa vice-campione italiano al corpo libero alle spalle di Ares Federici e conquista una medaglia di bronzo al volteggio con un punteggio di 13.525.

### 2020: La coppa del mondo di Guimarães
Nel 2020 prende parte al campionato di serie A1 che, a causa del covid, viene suddiviso in 2 tappe a Febbraio, Firenze (01/02/2020) e Ancona (22/02/2020), e una ad ottobre Napoli
(17/10/2020). Con la Panaro Modena conquista la nona posizione finale.

### 2021: La seria A
Nel 2021 viene convocato per rappresentare l'Italia all'incontro amichevole Italia-Turchia tenutosi a Padova ed insieme a Lorenzo Bonicelli, Nicolò Mozzato e Andrea Russo conquista la medaglia di bronzo alle spalle dei team Turchia 1 e Italia 1.
A Novembre Umberto partecipa al Campionato Nazionale Individuale di Mortara, e grazie a delle buone prestazioni a volteggio (14,100 con 5,200 di difficoltà e 8,900 di esecuzione) e corpo libero (14,000 con 5,700 di difficoltà e 8,300 di esecuzione), vince il titolo nazionale con un totale di 79,950 precedendo Giovanni Zillio (79,400) ed Edoardo de Rosa (78,950).

### 2022-2023: Assoluti e Bundesliga
A settembre 2022 viene convocato dal Direttore Tecnico Nazionale Giuseppe Cocciaro per rappresentare l'Italia all'incontro Italia-Turchia tenutosi al TFC Kamp Egitim Merkezi di Istanbul, e l'Italia vince la medaglia d'oro con il punteggio complessivo di 242.133, battendo di otto decimi i padroni di casa (241.300).
A ottobre partecipa agli assoluti di Napoli arrivando inizialmente terzo al corpo libero alle spalle del campione del mondo Nicola Bartolini (14.300) e di Lorenzo Minh Casali (13.450) ma a seguito di un reclamo poco prima della premiazione finisce ai piedi del podio. Nella classifica all-around a causa di una caduta a cavallo finisce sedicesimo con un punteggio di 76,600.
A fine dicembre 2022 subisce una lussazione di terzo grado alla clavicola e la rottura di due legamenti e torna a gareggiare nel 2023 in occasione della terza tappa di serie A2 in cui conduce la Panaro Modena verso la conquista della promozione in serie A1 per il campionato italiano 2023-2024.
L'ultima parte dell’anno lo vede impegnato in Germania con il team Allgäu per la sua seconda stagione di Bundesliga.

### 2024: La serie A
Nel 2024 Umberto prende parte alla prima tappa di serie A1 a Montichiari gareggiando su tutti gli attrezzi per la Panaro Modena. La squadra, composta oltre che da Umberto anche da Andrea Russo, Gionatan Stradi, Enrico Zurlini, Ludovico Pinotti e Wilmer Verni si piazza undicesima in classifica generale con un punteggio di 223,550 . Il 24 febbraio torna in gara su tutti gli attrezzi per la seconda tappa di Ancona e con un ottimo all-around porta la squadra al raggiungimento della quarta posizione con un complessivo di 237,550. Il campionato di serie A1 si conclude per Umberto con l'ultima tappa di Ravenna dove la Panaro conquista l'ottava posizione sia in gara (234,100) che nella classifica finale (471,650) confermando la presenza nel massimo campionato anche per la stagione 2024-2025.

## Vita privata
Diplomato con 100 e lode al liceo classico Muratori San Carlo di Modena, Umberto è attualmente iscritto alla facoltà di giurisprudenza all'università degli studi di Modena e Reggio Emilia.